# رعامة (جنس)
رُعَامَة (الاسم العلمي: Ravenala)، جنس من النباتات المُزهرة أحادية الفلقة. تشتمل على نوع واحد، وهي رعامة مدغشقرية في مدغشقر.